# Millionnaire de cinq sous

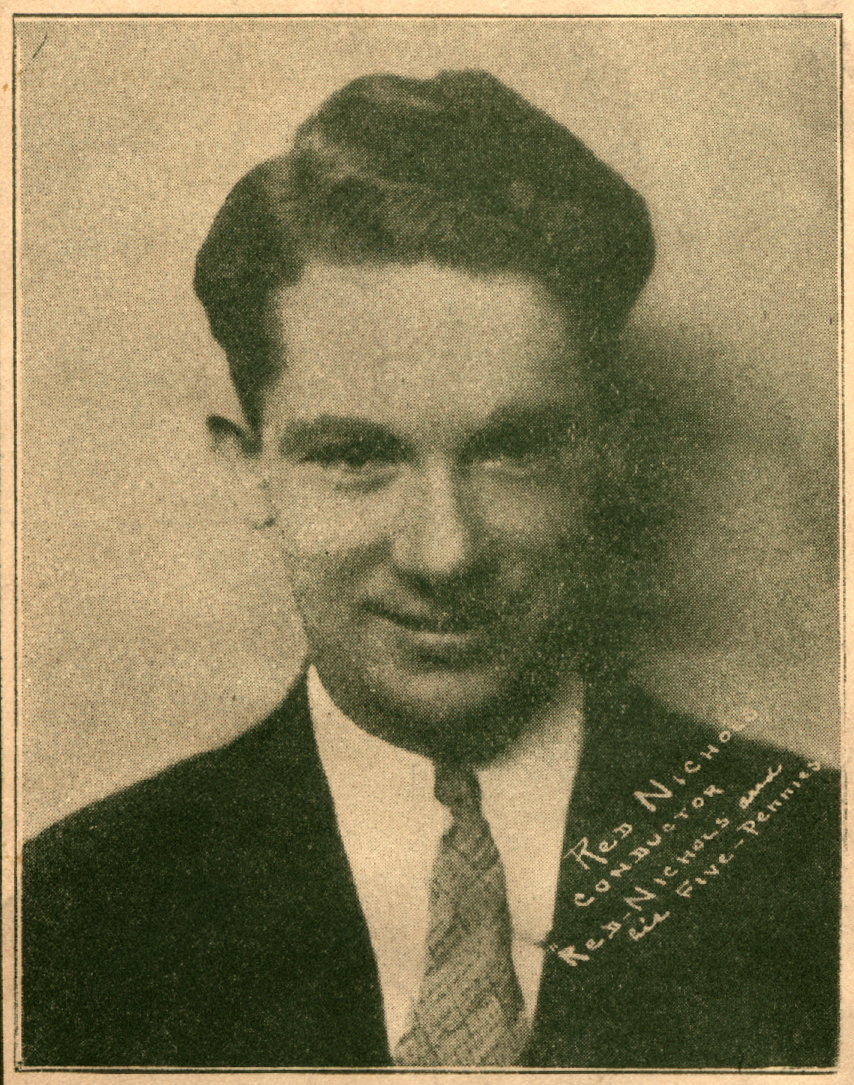
Photographie de Red Nichols vers 1929

Millionnaire de cinq sous (titre original : The Five Pennies) est un film américain réalisé par Melville Shavelson, sorti en 1959.
Le film — produit par la Paramount — retrace la vie et la carrière du musicien Red Nichols (de son vivant). Il reçoit quatre nominations aux Oscars.

## Synopsis
Loring Nichols, musicien, débarque à New York pour faire carrière. Il est engagé par l'orchestre de Will Paradise, où il rencontre la femme de sa vie, Willia Stutsman, jeune chanteuse appelée Bobbie Meredith, qu'il épouse, et Tony Valani qui devient son meilleur ami. Après diverses expériences, dont une pour des comédies musicales diffusées à la radio, où il ne respecte pas toujours le rythme (pour imposer son style), il est remercié.
Il fonde alors son propre orchestre, The Five Pennies, et connaît le succès, dans tous les États-Unis. Mais quand leur fille tombe malade, le couple décide de se consacrer à leur enfant, et déménage à Los Angeles pour un climat meilleur. Loring met alors fin au groupe. Après sept longues années, sa fille est guérie et marche à nouveau. Mais coupé du monde de la musique, il pense avoir tourné la page de sa carrière, quand Tony (devenu célèbre seul, depuis) et son épouse tentent de le convaincre de reprendre sa carrière. Mais ils n'y parviennent pas, c'est alors sa fille qui le persuade de tout recommencer à zéro…

## Fiche technique
- Titre original : The Five Pennies
- Réalisation : Melville Shavelson
- Scénario : Melville Shavelson et Jack Rose, d'après une histoire de Robert Smith
- Musique : Leith Stevens
- Photographie : Daniel Fapp
- Société de production : Paramount Pictures

## Distribution
- Danny Kaye  (V.F. : Yves Furet, chansons en V.F.: Danny Kaye) : Loring "Red" Nichols
- Barbara Bel Geddes  (V.F : Lily Baron, chansons en V.F.: Élise Vallée) : Bobbie Meredith, l'épouse de Loring "Red" Nichols
- Louis Armstrong : lui-même
- Harry Guardino  (V.F. : Serge Lhorca) : Tony Valani
- Bob Crosby : Will Paradise
- Bobby Troup : Arthur Schutt
- Susan Gordon : Dorothy Nichols de 6 à 8 ans
- Tuesday Weld  (V.F. : Françoise Dorléac) : Dorothy Nichols de 12 à 14 ans
- Shelly Manne : Dave Tough
- Tito Vuolo (non crédité) : un coiffeur